# Blechnum itatiaiense
Blechnum itatiaiense är en kambräkenväxtart som beskrevs av Alexander Curt Brade. Blechnum itatiaiense ingår i släktet Blechnum och familjen Blechnaceae. Inga underarter finns listade.